# První balkánská válka
První balkánská válka (říjen 1912 – květen 1913) byla jednou z balkánských válek, která vypukla 8. října 1912. Balkánské země (Bulharské carství, Srbské království, Řecké království a Černohorské království) v ní vyhlásily válku Osmanské říši s cílem dobýt její balkánské území.

## Diplomatická a politická příprava války
Bulharský car Ferdinand I. pochopil, že jeho země není schopna sama vyřešit své otázky budoucnosti cestou války. Ve všem je podřízena Osmanské říši, plánem Anglie, Německa, Rakousko-Uherska, Itálie, Ruska a sousedním zemím – Srbsku, Černé Hoře, Rumunsku a Řecku. V té době se v Evropě vyformovala dvě seskupení:
- Centrální mocnosti: Německé císařství, Rakousko-Uhersko, Italské království
- Trojdohoda: Anglie, Francie, Ruské impérium

Centrální mocnosti, ovládané Německem se snažily získat si Osmanskou říši na svou stranu. Bulharsko se tedy nemohlo spoléhat na jejich podporu, a tak se car Ferdinand I. rozhodl pro pomoc od Ruska. Začátkem roku 1910 spolu s ministerským předsedou a ministrem zahraničních věcí Bulharska navštívil Petrohrad, aby tam s ruským carem Mikulášem II. podepsal vojenskou smlouvu. Smlouva však nebyla podepsána, protože se ruský car obával o ztrátu vlivu a důležitých průlivů Bospor a Dardanely na Balkánském poloostrově. Rusko proto doporučilo Bulharsku uzavřít svaz se Srbskem. Car Ferdinand I. se však potřeboval zajistit a v zemi vytvořit takovou vládu, která by Rusku vyhovovala a měla v ní plnou důvěru.
Dne 13. března 1911 vláda Alexandra Malinova podala demisi. Na postu předsedy vlády ho nahradil Ivan Gešov, který v parlamentu předsedal dvěma carskému Rusku nakloněným stranám, Národní straně a progresivním-liberální straně.
V červenci roku 1911 5. Národní shromáždění odhlasovalo změnu článku 17 Trnovské ústavy, který umožňoval carovi Ferdinandovi I. a vládě uzavírat mezinárodní smlouvy bez vědomí bulharského parlamentu, čímž se oslabila jeho možnost kontroly situace na Balkánském poloostrově.
Rakousko-Uhersko se začalo hlouběji zajímat o situaci na Balkáně. Proto Rusko muselo urychleně zaujmout svou pozici a začalo podporovat protiturecké nálady v balkánských zemích. Navíc na podzim roku 1911 vypukla válka mezi Itálií a Osmanskou říší.

## Vznik Balkánského svazu

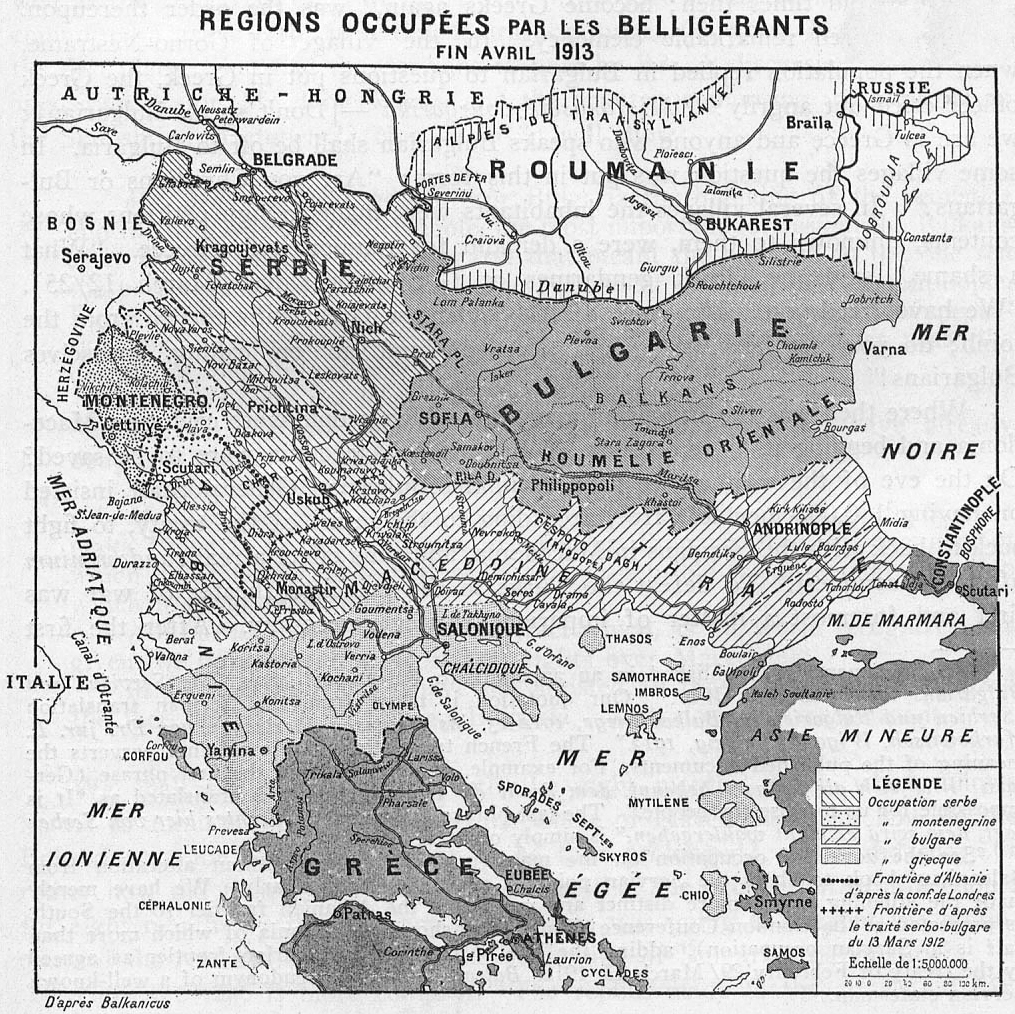
Balkánský poloostrov na konci První balkánské války.

Dne 29. února 1912 podepsali Bulharsko a Srbsko tzv. Smlouvu o přátelství a spojení, která byla později doplněna o vojenskou konvenci (úmluvu). Smlouva měla tajný dodatek, který určoval rozdělení osvobozených území Bulharska (Thrákie) v případě úspěchu. Rozdělení území Makedonie bylo těžším oříškem. Jeho území se dělilo na spornou a nespornou zónu. Účastníci podpisového aktu se dohodli, že nesporná zóna připadne Bulharsku a o spornou se budou vést další rozhovory. Pokud ani v těchto rozhovorech nedosáhnou konsensu, navštíví ruského cara, který v této otázce rozhodne. Bulharská diplomacie se tímto krokem dopustila rozdělení Makedonie.
Dále se Bulharsko se Srbskem dohodli, že pokud vypukne válka, tak Bulharsko přispěje nejméně 200 000 vojskem a Srbsko 150 000 armádou. Touto dohodou, která se stala součástí úmluvy mezi Sofií a Bělehradem byl upevněn základ Balkánského svazu.
V květnu roku 1912 Bulharsko podepsalo smlouvu také s Řeckem, podle níž se zavázalo účastnit se války v počtu 300 000 vojáků. Řecko mělo přispět 150 000 armádou. Bulharsko se však dopustilo vážné chyby, když neotevřelo otázku rozdělení tureckých území v případě vítězství ve válce. Vznikla tak možnost, aby bylo ve válce poraženo.
O něco později se k Bulharsku a Srbsku připojilo i Černohorské království. Po jejím připojení členové svazu upřesnili plán postupu vojenských pochodů. Bulharsko v nich mělo nejdůležitější roli, a to uskutečnit hlavní porážku Osmanské říše. Srbská a řecká armáda se zatím rozmístila na území Makedonie a Albánie, kde se spojila s armádou Černé Hory. Zde se však vyskytl problém. Právě Srbsko a Řecko chtělo osvobodit území Makedonie, aby si tak zajistilo vliv v této oblasti s čímž Bulharsko nesouhlasilo.

### Bezprostřední příprava na válku
V zemi se všichni kromě členů Strany úzkých socialistů, kteří po celém Bulharsku organizovali protivojenskou propagandu, připravovali na válku.
V září roku 1912 se situace na Balkáně zostřila. Osmanská říše a její spojenci začali mobilizaci svého vojska. Dne 29. září 1912 dalo Bulharsko Osmanské říši ultimátum, kterým chtělo dosáhnout pro evropské území bulharského carství. Odpovědí Osmanské říše na ultimátum však bylo zrušení diplomatických vztahů s Bulharskem a vyhlášení války.

## Průběh války

### První etapa

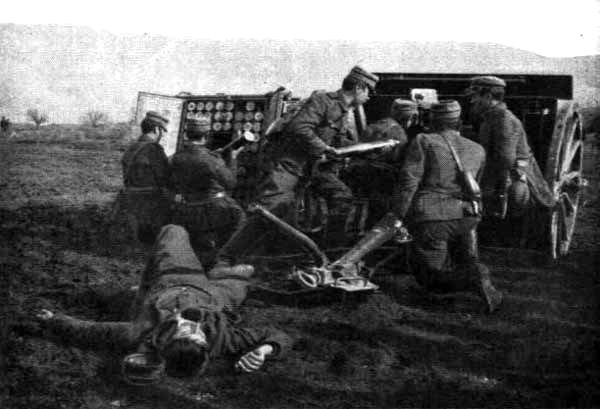
Řecký polní kánon ráže 75mm

Předběžné rozložení sil nahrávalo vojskům Osmanské říše. Bulharská armáda pod vedením cara Ferdinanda I. se však nevzdala a rozdělená na tři části postupovala k Cařihradu. První část vojska pod vedením generála Vasila Kutničeva ve dnech 10.–11. října 1912 porazila střed tureckých pozic. Druhá část s generálem Nikolou Ivanovem obsadila pevnost Odrin a třetí (generál Radko Dmitriev) překvapil turecká vojska u města Lozengrad. Úspěšný postup bulharské armády donutil protivníka stáhnout se k Burgasu. Když se první a třetí armáda dostala na 40 km od Cařihradu, vojska Osmanské říše chtěla podepsat příměří. Bulharská armáda však nesouhlasila a podnikla nový vpád na osmanské území. Ten však skončil neúspěchem, a tak byla 20. listopadu 1912 podepsána mírová smlouva.
Zároveň s úspěšným postupem ostatních bulharských armád směrem k Cařihradu, armáda protivníka přišla o dalších 12 000 vojáků. Dařilo se i postupu srbské, řecké a černohorské armádě, která v oblasti Makedonie a Albánie postupně Turky ničila. Za méně než měsíc byla Osmanská říše poražena. Situace využily albánské politické elity a vyhlásily nezávislost Albánie na Osmanské říši.
Dne 3. prosince 1912 začaly v Londýně mírové rozhovory. Podmínky spojeneckých států pro Osmanskou říši byly jasně stanoveny – měla se vzdát všech území v oblasti Mysie a ostrovů v Egejském moři. Turci však nechtěli o tato území v žádném případě přijít, postupně se však vzdávali. Dne 10. ledna 1913 se však v Cařihradu uskutečnil převrat. K moci se dostala nová vláda podporovaná Německem, která měla zájem na pokračování ve válce.

### Druhá etapa
Nová osmanská vláda se snažila ve válce o obrat. Jejich plány byly však vítězstvím bulharské armády na Gallipoli velmi brzy překaženy. V rukou Turků zbyly už jen pevnosti Odrin, Janina a Skadar. Ve dnech 11. – 13. března 1913 se uskutečnila nejdůležitější bitva války. Šest měsíců předtím obléhala 105 000 bulharská vojska za pomoci 35 000 armády Srbů pevnost Odrin. Turecký velitel Šukri Paša se 13. března 1913 Bulharům vzdal.

## Výsledek války

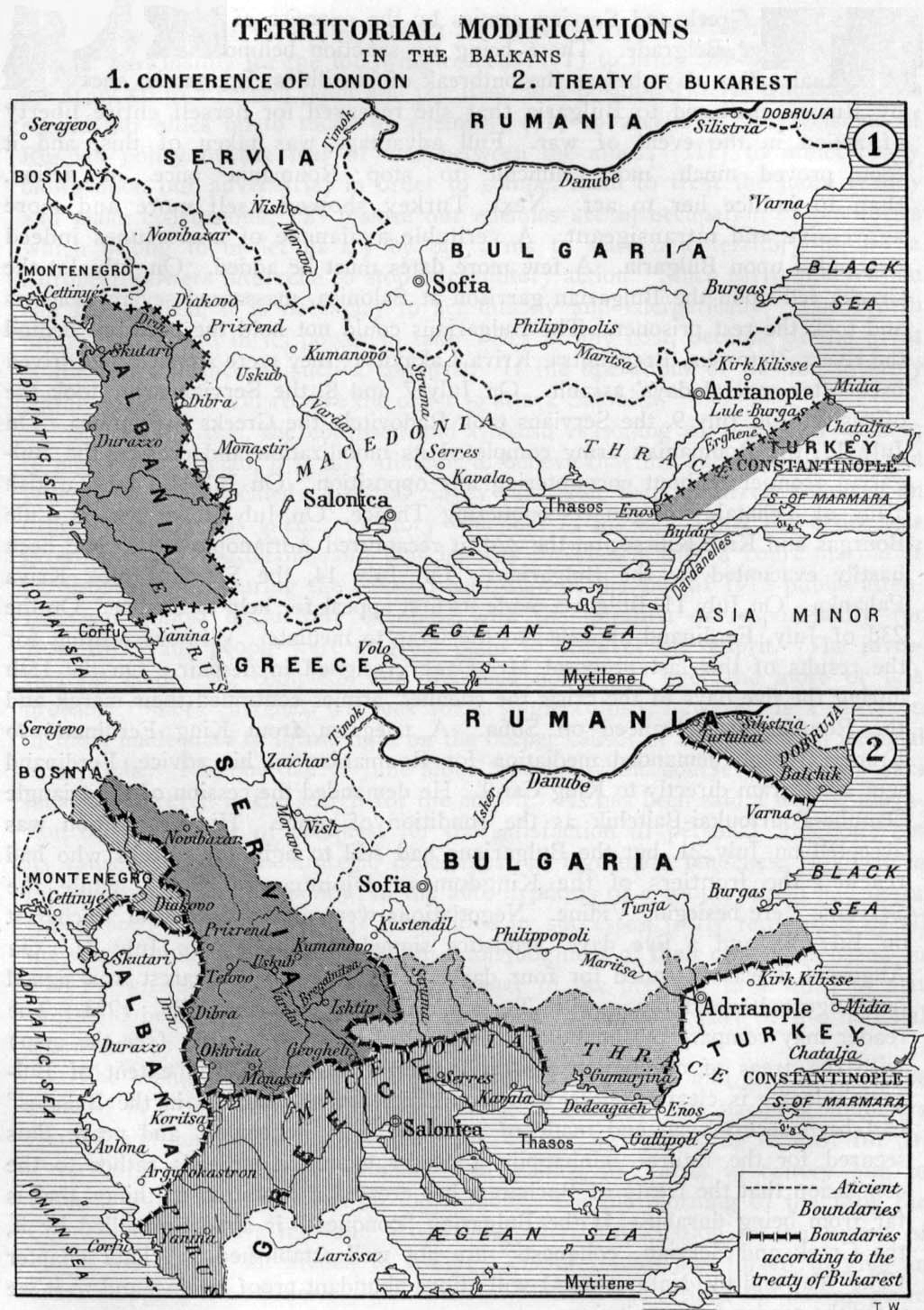
Teritoriální změny po podpisu Londýnské mírové smlouvy (nahoře) a po Bukurešťské mírové smlouvě (dole).

V této situaci, kdy byla Osmanská říše úplně poražena, byly v Londýně obnoveny rozhovory, a 30. dubna 1913 (17. květen 1913 starý styl) byla podepsána Londýnská mírová smlouva, na jejímž základě přišla Osmanská říše o všechna území v Mysii i o Albánii, která vyhlásila nezávislost.[zdroj?]

## Rozpad Balkánského svazu
Rozpory mezi spojenci balkánských zemí se neprojevily hned po ukončení války. Byly tu i předtím, velmi však nenarušily vítězný postup Bulharska ve válce. Z kroků Řecka, i přes nevyřízené otázky rozdělení území Osmanské říše po případném vítězství Balkánského svazu, který se táhl ještě od uzavření řecko-bulharské smlouvy, bylo postupně jasné, že si chce zachovat území kolem města Soluň a část Makedonie.
Srbsko zprvu přiznalo Bulharsku právo na větší část Makedonie, v průběhu války však svůj názor změnilo a prosadilo návrh, který se zakládal na principu okupace. Každá země si mohla připojit ke svému území to, jež je vojsky okupováno.
Napětí do sporu přineslo Rumunsko. Během mírových rozhovorů v Londýně chtělo kompenzaci v podobě připojení nových území za svou neutralitu ve válce. Ty však mohlo poskytnout pouze Bulharsko. Požadavky jeho spojenců, kteří nechtěli ustoupit (zejména v otázce dělení území Makedonie) mu škodily. Car Ferdinand I. nechtěl v požadavku Ivana Gešova, který vyzýval k umírněnému postupu, ustoupit, a tak vznikla nová proruská vláda v čele se Stojanem Danevem, která si měla v této těžké situaci získat důvěru Petrohradu.
Dva dny po podpisu Londýnské mírové smlouvy dne 19. května 1913 Srbsko a Řecko podepsaly úmluvu, kterým se zavázaly, že musí mít společnou hranici, což v konečném důsledku pro Bulharsko znamenalo obsazení velké části Makedonie. Touto smlouvou si jeho bývalí spojenci zajistili společný postup proti Bulharsku, včetně použití síly. Členové Trojdohody (zejména Ruské impérium) nechtěli, aby vypukl další ozbrojený konflikt, avšak Německé císařství a Rakousko-Uhersko byly opačného názoru a chtěly, aby se Balkánský svaz definitivně rozpadl, protože vznikl pod záštitou ruské diplomacie.
Situace se dále zhoršovala. Bulharská vojska se z Thrákie přesunula k západní hranici. Dne 16. června 1913 car Ferdinand I., aniž svůj krok oznámil vládě, vydal rozkaz k napadení bývalých spojenců. Bylo však již velmi pozdě, protože Srbsko a Řecko již obdržely svůj podíl a nechtěly skončit započatou válku.